# Lliga Antidifamació
La Lliga Antidifamació (en anglès: Anti-Defamation League) (ADL) és una organització jueva fundada per la B'nai B'rith (Ordre Independent dels Fills de l'Aliança) als Estats Units que té a com principal objectiu evitar la difamació del poble jueu, apel·lant a la raó, a la consciència i, si cal, fins i tot a la llei.
L'ADL actualment és dirigida pel jueu Jonathan Greenblatt. La lliga té un pressupost de més de cuaranta milions de dòlars americans, l'ADL té fins a 27 oficines als Estats Units, i 1 oficina a l'estat d'Israel. Les seva seu central està situada a la ciutat de Nova York.
La Lliga Antidifamació lluita contra l'antisemitisme i altres formes d'intolerància, i afirma protegir els drets civils per a tothom mitjançant la informació, l'educació i la promoció de la tolerància.
La Lliga Antidifamació ha estat criticada per intel·lectuals d'esquerres, com ara el jueu Noam Chomsky, qui ha assenyalat l'ADL com un dels principals defensors de la propaganda pro-israeliana del moviment sionista als Estats Units, i també de ser una organització que qualifica automàticament qualsevol crítica cap a l'estat d'Israel com un acte d'antisemitisme.
La lliga es va oposar ferotgement a la distribució de la pel·lícula La Passió de Crist de l'actor i director de cinema Mel Gibson. En l'any 2008 l'ADL va presentar un projecte de llei al Congrés dels EUA, que proposava que cap entitat religiosa que rebés assistència de l'estat pogués discriminar a cap persona per raons de religió, gènere, i orientació sexual, en el moment de contractar als seus empleats.